# ジュリアン・メリウェザー
ジュリアン・クリストファー・メリウェザー（Julian Christopher Merryweather, 1991年10月14日 - ）は、アメリカ合衆国カリフォルニア州アラメダ郡バークレー出身のプロ野球選手（投手）。右投右打。MLBのミルウォーキー・ブルワーズ傘下所属。

## 経歴

### プロ入りとインディアンス傘下時代
2014年のMLBドラフト5巡目（全体158位）でクリーブランド・インディアンスから指名され、プロ入り。契約後、傘下のA-級マホーニングバレー・スクラッパーズでプロデビュー。13試合（先発12試合）に登板して1勝2敗、防御率3.66、35奪三振を記録した。
2015年はA級レイクカウンティ・キャプテンズでプレーし、21試合（先発4試合）に登板して2勝3敗1セーブ、防御率4.08、69奪三振を記録した。
2016年はA+級リンチバーグ・ヒルキャッツとAA級アクロン・ラバーダックスでプレーし、2球団合計で24試合に先発登板して13勝6敗、防御率2.60、114奪三振を記録した。
2017年はAA級アクロンとAAA級コロンバス・クリッパーズでプレーし、2球団合計で25試合に先発登板して7勝9敗、防御率5.32、128奪三振を記録した。オフの11月20日にはルール・ファイブ・ドラフトでの流出を防ぐために40人枠入りした。
2018年は3月にトミー・ジョン手術を受けたため、全休した。

### ブルージェイズ時代
2018年10月5日、8月31日に行われたジョシュ・ドナルドソンとのトレードの後日発表選手としてトロント・ブルージェイズへ移籍した。
2019年は傘下のルーキー級ガルフ・コーストリーグ・ブルージェイズとA+級ダニーデン・ブルージェイズでプレーし、2球団合計で2試合の登板にとどまった。オフにはアリゾナ・フォールリーグに参加し、メサ・ソーラーソックスに所属した。
2020年8月18日にMLBに初昇格を果たし、20日のフィラデルフィア・フィリーズ戦でMLB初出場を果たした。この年メジャーでは8試合（先発3試合）に登板して防御率4.15、15奪三振を記録した。
2021年4月1日のニューヨーク・ヤンキースとの開幕戦1点リードの延長10回に抑えとして登板し、3者連続三振の快投を披露しMLB初セーブを記録した。5月5日に外腹斜筋の張りで60日間の故障者リストに入った。
2022年は26試合に登板し、0勝3敗で防御率6.75という成績であった。オフにブランドン・ベルトの加入に伴いDFAとなった。

### カブス時代
2023年1月17日にウェイバー公示を経てシカゴ・カブスへ移籍した。移籍初年度となったこの年はキャリアハイとなる69試合に登板して5勝1敗2セーブ17ホールド、防御率3.38、98奪三振を記録した。
2024年は前年とは一転して15試合の登板にとどまり、1勝1敗2ホールド、防御率6.60と成績が大幅に悪化した。
2025年は21試合に登板して1敗8ホールド、防御率5.79の成績で5月24日にブルックス・クリスキーの加入に伴いDFAとなり、同月30日に自由契約となった。

### ブルワーズ傘下時代
2025年8月12日にミルウォーキー・ブルワーズとマイナー契約を結び、AAA級ナッシュビル・サウンズに配属されたた。

## 選手としての特徴
最速100.4mph（約161.6km/h）の速球にスライダーやチェンジアップを加える。

## 詳細情報

### 年度別投手成績
| 年 度    | 球 団    | 登 板 | 先 発 | 完 投 | 完 封 | 無 四 球 | 勝 利 | 敗 戦 | セ 丨 ブ | ホ 丨 ル ド | 勝 率 | 打 者 | 投 球 回 | 被 安 打 | 被 本 塁 打 | 与 四 球 | 敬 遠 | 与 死 球 | 奪 三 振 | 暴 投 | ボ 丨 ク | 失 点 | 自 責 点 | 防 御 率 | W H I P |
| -------- | -------- | ----- | ----- | ----- | ----- | -------- | ----- | ----- | -------- | ----------- | ----- | ----- | -------- | -------- | ----------- | -------- | ----- | -------- | -------- | ----- | -------- | ----- | -------- | -------- | ------- |
| 2020     | TOR      | 8     | 3     | 0     | 0     | 0        | 0     | 0     | 0        | 1           | ----  | 55    | 13.0     | 11       | 0           | 6        | 0     | 0        | 15       | 0     | 0        | 6     | 6        | 4.15     | 1.31    |
| 2021     | TOR      | 13    | 1     | 0     | 0     | 0        | 0     | 1     | 2        | 1           | .000  | 55    | 13.0     | 13       | 4           | 4        | 0     | 1        | 12       | 2     | 0        | 7     | 7        | 4.85     | 1.31    |
| 2022     | TOR      | 26    | 1     | 0     | 0     | 0        | 0     | 3     | 0        | 1           | .000  | 119   | 26.2     | 31       | 4           | 7        | 1     | 2        | 23       | 1     | 0        | 20    | 20       | 6.75     | 1.43    |
| 2023     | CHC      | 69    | 0     | 0     | 0     | 0        | 5     | 1     | 2        | 17          | .833  | 303   | 72.0     | 58       | 8           | 36       | 0     | 1        | 98       | 3     | 0        | 28    | 27       | 3.38     | 1.31    |
| 2024     | CHC      | 15    | 0     | 0     | 0     | 0        | 1     | 1     | 0        | 2           | .500  | 74    | 15.0     | 18       | 0           | 9        | 0     | 3        | 14       | 2     | 0        | 11    | 11       | 6.60     | 1.80    |
| 2025     | CHC      | 21    | 0     | 0     | 0     | 0        | 0     | 1     | 0        | 8           | .000  | 88    | 18.2     | 23       | 2           | 11       | 2     | 0        | 15       | 1     | 0        | 13    | 12       | 5.79     | 1.82    |
| MLB：5年 | MLB：5年 | 131   | 5     | 0     | 0     | 0        | 6     | 6     | 4        | 22          | .500  | 606   | 139.2    | 131      | 16          | 62       | 1     | 7        | 162      | 8     | 0        | 72    | 71       | 4.58     | 1.38    |

- 2024年度シーズン終了時

### 年度別守備成績
| 年 度 | 球 団 | 投手（P） | 投手（P） | 投手（P） | 投手（P） | 投手（P） | 投手（P） |
| 年 度 | 球 団 | 試 合     | 刺 殺     | 補 殺     | 失 策     | 併 殺     | 守 備 率  |
| ----- | ----- | --------- | --------- | --------- | --------- | --------- | --------- |
| 2020  | TOR   | 8         | 0         | 3         | 0         | 0         | 1.000     |
| 2021  | TOR   | 13        | 0         | 1         | 0         | 0         | 1.000     |
| 2022  | TOR   | 26        | 0         | 1         | 0         | 0         | 1.000     |
| 2023  | CHC   | 69        | 3         | 2         | 0         | 0         | 1.000     |
| 2024  | CHC   | 15        | 2         | 1         | 0         | 0         | 1.000     |
| MLB   | MLB   | 131       | 5         | 8         | 0         | 0         | 1.000     |

- 2024年度シーズン終了時

### 背番号
- 67（2020年 - 2022年）
- 66（2023年 - 2025年）